# Nick Liebmann
Nick Liebmann (* 27. Dezember 1950 in Zürich; † 28. Dezember 2006 in São Paulo) war ein Schweizer Jazzmusiker, Journalist und Sozialwissenschaftler.

## Leben und Wirken
Liebmann nahm als Jugendlicher Schlagzeugunterricht bei Alex Kuhn, Stu Martin und anderen sowie Gitarrenunterricht bei Bodo Suss. Daneben absolvierte er eine klassische Perkussionsausbildung. Er spielte zunächst Swing und Dixieland, bevor ihn 1966 Remo Rau in seine Formationen holte, wo er als Schlagzeuger tätig war und mit Jürg Grau, Thomas Moeckel oder K. T. Geier spielte. Auch kam es zur Zusammenarbeit mit Peter Frei. Weiterhin begleitete er als Teil verschiedener Rhythmusgruppen amerikanische Gastsolisten wie Benny Bailey, Charlie Shavers oder Albert Nicholas. Während des Studiums der Sozialpsychologie und Musikwissenschaft in Zürich und New York war er auch als Studiomusiker tätig. Ab 1975 arbeitete er zunächst als professioneller Musiker im Trio von Angel Sucheras und Pierre Cavalli sowie in den Gruppen Emphasis (mit Cavalli, Renato Anselmi, Fernando Vicencio und Curt Treier) und Revenge (mit Kurt Weil und Ulle Holmquist). Er war an zahlreichen Radio- und TV-Produktionen beteiligt, spielte aber auch bei Musicals und Crossover-Produktionen (Rapport von Remo Rau). In Jesus Francos Spielfilm Jack the Ripper (1976) war er auch als spielender Musiker zu sehen. Er trat unter anderem beim Jazz Festival Zürich und auf dem Jazz Festival Montreux auf. 
Seit Mitte der 1980er Jahre war Liebmann hauptberuflich als Marktforscher und Journalist tätig; insbesondere war er Musikkritiker bei der Neuen Zürcher Zeitung. Auch verfasste er viele Fachbeiträge zum Thema Jazz und Kultur sowie die Liner Notes zu The Complete Miles Davis at Montreux 1973-1991. Seit Gründung gehörte er der Rex Rhythm Section an (mit Heiri Känzig bzw. Kalli Gerhards und Thomas Moeckel), die mit Solisten wie Franco Ambrosetti, Andy Scherrer, Roman Schwaller oder Sandy Patton konzertierte. Weiterhin war er Mitglied des Klaus Koenig Trio und der Gruppe Magog Zwei.

## Diskographische Hinweise
- Emphasis (Pick 1975)
- Remo Rau: Universal Jazz, Cosmic Classics (MGB 1994)
- Kurt Weil & Vibes Revisited: Late - But not too Late (Columbia 1997)
- Rex Rhythm Section: Blues March (Brambus 1999, mit Stefan Schlegel, Raymond Droz, Robert Morgenthaler, Mario Schneeberger, Domenic Landolf, Roman Schwaller, Thomas Moeckel, Heiri Känzig)
- Thomas Moeckel: Seasons (Brambus)

## Lexigraphische Einträge
- Bruno Spoerri: Biografisches Lexikon des Schweizer Jazz CD-Beilage zu: B. Spoerri (Hrsg.): Jazz in der Schweiz. Geschichte und Geschichten. Chronos-Verlag, Zürich 2005, ISBN 3-0340-0739-6